# Maison carrée de Nay
Pour les articles homonymes, voir Maison carrée (homonymie).

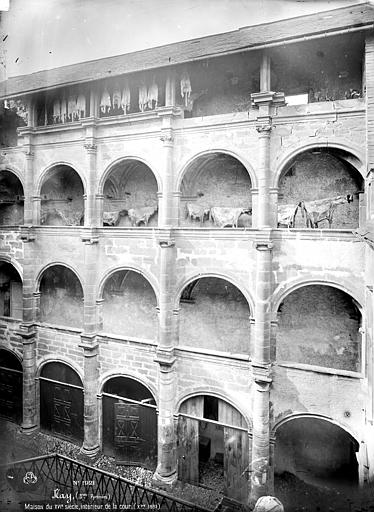
La Maison carrée de Nay en 1881.

La Maison carrée est une maison de type Renaissance édifiée dans la seconde moitié du XVIe siècle à Nay, dans les Pyrénées-Atlantiques. Bien qu'elle n'ait rien en commun avec la Maison carrée de Nîmes, cette appellation provient sans doute du fait que la hauteur de la façade est égale à sa longueur, et que cette maison est la seule dont les ouvertures du portique ont la forme carrée.

## Historique
La parcelle de cette maison est à l'origine la propriété de Pedro Sacaze, un riche commerçant. Pedro Sacaze s'est enrichi dans un vaste commerce avec l'Espagne, qui l'a amené à des relations d'affaires avec le négoce toulousain et son exportation de teinture. La fortune qu'il laisse à sa fille unique, Marie Sacaze, permet à son gendre François de Béarn, sire Bonasse, de commencer la construction d'une demeure sur un emplacement incendié  en 1543. 
François de Béarn avait choisi le parti catholique, et Jeanne d'Albret, reine de Navarre, était quant à elle protestante. Lors des guerres de Religion, François de Béarn, sous le nom de capitaine Bonasse, dut quitter Nay qui était assiégée par les troupes de Jeanne d'Albret en août 1569. La reine de Navarre confisqua les biens des rebelles catholiques, dont la Maison carrée qui devint la propriété de Jeanne d'Albret. Cet événement fut à l'origine de la dénomination de la Maison carrée en « Maison de Jeanne d'Albret ».
Après la mort de Jeanne d'Albret, en 1572, les bien saisis ou sécularisés furent mis en vente. Il semble que Marie Sacaze soit entrée en possession au moins de la maison de Bonasse puisque le censier de Nay indique qu'elle payait l'impôt en 1581. 
Les documents officiels du XVIIe siècle mentionnent la maison Bonasse, du nom du mari de Marie Sacaze. Même si les propriétaires se succèdent, la Maison carrée demeure assez prestigieuse pour accueillir la tenue des États du Béarn en 1702.  
La Maison carrée commence à vraiment décliner au XVIIIe siècle. Mais lorsqu'il est question, en 1838, de démolition, Charles Groët redessine la bâtisse et tente d'attirer l'attention sur celle-ci en 1840. C'est à la suite d'une demande des baux commerciaux des boutiques installées au rez-de-chaussée, qu'il a été possible de pénétrer dans la cour, transformée en dépotoir, et de constater l'état de dégradation important des galeries et du bâtiment entre cour et jardin. Après une réunion qui aboutit à l'acquisition de la Maison carrée par la municipalité de Nay, il fut possible d'envisager la restauration, l'utilisation commune et l'étude de l'édifice. 
La façade de rue montrait un devers important, mais il n'était pas possible de percevoir l'état de délabrement de l'ensemble de l'édifice car le portail d'entrée était toujours hermétiquement clos.

## L'architecture

### Architecture intérieure
La mort du capitaine catholique au siège de Tarbes en 1570, suivie par la confiscation de ses biens par Jeanne d'Albret, est probablement responsable de l'architecture inachevée de la galerie intérieure du bâtiment. Il s'agit là d'un type architectural isolé, cependant il n'y a aucun document permettant de savoir qui l'a bâti ni à quel moment du XVIe siècle. On sait que François de Béarn va s'entourer d'un maître-maçon après son mariage et des ordres en fait un architecte majeur en Aquitaine. Les travaux font de cette maison un véritable chef-d'œuvre architectural qui correspond plus à un petit palais qu'à une maison de ville.
La Maison carrée correspond à deux lots, celui de l'est appartenait à Pedro Sacaze, depuis de longues années, et celui de l'ouest qui fut acheté en 1550 à la suite de l'incendie de 1543 alors qu'il appartenait à Pées de Sassus. Les guerres de Religion ont interrompu les travaux mais la Maison carrée est un exemple des plus remarquables des hôtels particuliers de la Renaissance en France. 
L'entrée principale, dans la tour escalier, était autrefois surmontée des armoiries de la famille, mais ils nous sont connus uniquement grâce à des dessins d'archives qui montrent un fronton triangulaire à l'intérieur duquel était sculptée une tête d'ange qui tenait un écusson que l'on retrouve dans la cage d'escalier. L'escalier est bâti en façade et non plus dans une tour étroite traditionnelle, ce qui lui donne une allure monumentale. Cette tour était surmontée d'un pigeonnier réservé aux nobles. 
Dans l'appartement au-dessus des garlandes se trouvent deux grandes pièces, dont la principale possède une cheminée sculptée d'angelots. Entre la cour et le jardin, le dernier corps de logis a trois niveaux et est très lumineux. Bien que la répartition des pièces reste méconnue, il est logique qui la cuisine soit au rez-de-chaussée, qu'elle servait de salle à manger et de salle de travail. Cet espace conserve partiellement de beaux motifs de mosaïques de galets qui forment des losanges, des spirales et des cœurs. Une cave pour la conservation des denrées se situe à proximité. On remarque qu'il y a un certain niveau de confort avec un puits privatif, même si les moyens de chauffage restent très sommaires avec une seule cheminée par pièce.
Le décor des pièces reste inconnu mais l'inventaire des biens de Pedro Sacaze à sa mort montre un niveau de vie comparable à celui des grands marchands de l'époque.

### Architecture extérieure
Jeanne d'Albret saisit la demeure de ce catholique totalement inachevée et vide en 1569, que Marie Sacaze terminera probablement. Elle choisit cependant d'utiliser le bois pour compléter la façade qui était prévue en pierre de taille comme les galeries ouest.
Quelques aménagements seront apportés par la suite. La Maison carrée est avant tout un monument à la gloire de son propriétaire. L'architecte emprunte à la perfection les insignes d'autorité propres aux codes de la loyauté, comme des colonnades, des ordonnances des façades et des ordres, et les utilise avec brio. Il va d'abord soigner la façade sur la rue grâce à l'ouverture de grandes fenêtres à meneaux dont les dimensions sont imposantes et grâce à un appareil en pierre de taille, élément de prestige car plus onéreux. 
Le verre, matériau cher et difficile à travailler, est omniprésent. Une vache passante était sculptée au centre de la façade sur la rue avec sa sonnaille autour du cou. Elle a été bûchée, sans doute au cours des guerres de Religion, mais reste toujours perceptible. La frontière entre l’intérieur silencieux et l’extérieur animé est matérialisé avec une grande porte cochère. La demeure possède des loggias à l'italienne ce qui lui confère une certaine magnificence. 
La bâtisse est en deux corps de bâtiments agencés autour de la cour intérieure comme un patio ou un atrium antique : le premier sur la rue et le second en fond de cour. Ce dernier, conçu pour offrir davantage de lumière aux pièces, est une innovation pour la maison noble en Béarn. Les deux pièces du rez-de-chaussée abritaient deux petites boutiques. La façade massive, offre aujourd'hui une impression de rigueur classique, tandis qu'au XIXe siècle, elle s'ouvrait sur la place par de grandes et élégantes arcades. 
Du côté de la cour, la façade au-dessus du porche est ornée de deux médaillons, se faisant face de part et d'autre d'une marque de marchand, représenteraient probablement Pedro Sacaze et son épouse. 
L'agencement des reliefs et des moulures multiplie les jeux d'ombres et de lumières. Les cannelures des colonnes, qui se détachent du mur avec une impression de légèreté, sont inachevées et complètent l'ensemble offrant un riche effet décoratif.

## Restauration
En 1990 la ville de Nay rachète le bâtiment en vue de le restaurer. S'engage de 1994 à 1998 une campagne exceptionnelle de restauration de l'édifice sous la direction des monuments historiques.
Les bâtiments parasites du XXe sont détruits, l'appareil des murs est mis à nu et l'enduit est refait. Les travaux touchent l’extérieur qui était en mauvais état (meneaux manquants colonnes nettoyées...), mais aussi l’intérieur avec la restauration des cheminées des sols et des plafonds. La structure est consolidée et un bâtiment y est ajouté pour y mettre la réserve et les bureaux.
La restauration obtient en 1998 le premier prix de restauration en France.

## La Maison carrée aujourd'hui
Aujourd'hui, la Maison carrée de Nay est un musée accueillant de nombreuses expositions. Elle conserve les collections du Musée de l'Industrie du Pays de Nay telles que les productions et les usages du textile ou de l'ébénisterie. Elle garde en réserve plus de 2000 objets et documents liés à l’histoire industrielle, au monde rural dont la collection de l’ancien Musée Pastoral de Saint-Pé-de-Bigorre sur les travaux des champs, les ruches, les objets domestiques et le pastoralisme.